# Giro d'Itàlia de 1958
El Giro d'Itàlia de 1958 fou la quarantaunena edició del Giro d'Itàlia i es disputà entre el 18 de maig i el 8 de juny de 1958, amb un recorregut de 3.341 km distribuïts en 20 etapes, tres d'elles contrarellotge individual. 120 ciclistes hi van prendre part, acabant-la 77 d'ells. La sortida i arribada fou a Milà.

## Història
Ercole Baldini, tercer en l'edició anterior i guanyador de quatre etapes, fou el vencedor d'aquesta edició del Giro d'Itàlia. L'acompanyaren al podi el belga Jean Brankart, vencedor de la classificació de la muntanya, i el luxemburgès Charly Gaul, vencedor el 1956.
El català Miquel Poblet guanyà tres etapes (sent segon en altres tres) i Federico Martín Bahamontes i Salvador Botella, una cadascun. Botella va dur la maglia rosa durant una etapa, sent el primer espanyol a aconseguir-ho. En la classificació general, Poblet repetí la 6a posició de l'any anterior i Loroño fou 7è.

## Equips participants
En aquesta edició del Giro hi van prendre part 15 equips formats per 8 ciclistes cadascun, per formar un pilot amb 120 corredors. Sols tres d'aquests equips eren estrangers.
| Núm.  | Codi | Equip         |
| ----- | ---- | ------------- |
| 1-8   | CHL  | Chlorodont    |
| 9-16  | MER  | Mercier       |
| 17-24 | LEG  | Legnano       |
| 25-32 | FAE  | Faema         |
| 33-40 | SRP  | Saint-Raphael |
| 41-48 | ASB  | Asborno       |
| 49-56 | ATA  | Atala         |
| 57-64 | BIA  | Bianchi       |

| Núm.    | Codi | Equip          |
| ------- | ---- | -------------- |
| 65-72   | CAL  | Cali           |
| 73-80   | CAR  | Carpano        |
| 81-88   | COP  | Coppi          |
| 89-96   | IGN  | Ignis          |
| 97-104  | MOL  | Molteni        |
| 105-112 | SNP  | San Pellegrino |
| 113-120 | TOR  | Torpado        |

## Etapes
| Etapa | Data       | Recorregut                           | Km   | Vencedor d'etapa                 | Líder de la general      |
| ----- | ---------- | ------------------------------------ | ---- | -------------------------------- | ------------------------ |
| 1a    | 18 de maig | Milà – Varese                        | 178  | Willy Vannitsen (BEL)            | Willy Vannitsen (BEL)    |
| 2a    | 19 de maig | Varese - Comerio (CRI)               | 26   | Ercole Baldini (ITA)             | Ercole Baldini (ITA)     |
| 3a    | 20 de maig | Varese - Saint-Vincent               | 187  | Salvador Botella (ESP)           | Arnaldo Pambianco (ITA)  |
| 4a    | 21 de maig | Saint-Vincent - Turó de Superga      | 132  | Federico Martín Bahamontes (ESP) | Aldo Moser (ITA)         |
| 5a    | 22 de maig | Torí - Mondovì                       | 193  | Alfredo Sabbadin (ITA)           | Salvador Botella (ESP)   |
| 6a    | 23 de maig | Mondovì - Chiavari                   | 258  | Silvano Ciampi (ITA)             | Giovanni Pettinati (ITA) |
| 7a    | 24 de maig | Chiavari - Forte dei Marmi           | 115  | Guido Boni (ITA)                 | Giovanni Pettinati (ITA) |
| 8a    | 26 de maig | Viareggio - Viareggio (CRI)          | 59,1 | Ercole Baldini (ITA)             | Giovanni Pettinati (ITA) |
| 9a    | 27 de maig | Florència - Viterbo                  | 215  | Nino Defilippis (ITA)            | Giovanni Pettinati (ITA) |
| 10a   | 28 de maig | Viterbo - Roma                       | 155  | Gastone Nencini (ITA)            | Giovanni Pettinati (ITA) |
| 11a   | 29 de maig | Roma - Scanno                        | 225  | Nino Defilippis (ITA)            | Giovanni Pettinati (ITA) |
| 12a   | 30 de maig | Scanno - San Benedetto del Tronto    | 211  | Pierino Baffi (ITA)              | Agostino Coletto (ITA)   |
| 13a   | 31 de maig | San Benedetto del Tronto - Cattolica | 192  | Guido Carlesi (ITA)              | Agostino Coletto (ITA)   |
| 14a   | 1 de juny  | San Marino - San Marino (CRI)        | 12   | Charly Gaul (LUX)                | Agostino Coletto (ITA)   |
| 15a   | 2 de juny  | Cesena - Bosco Chiesanuova           | 249  | Ercole Baldini (ITA)             | Ercole Baldini (ITA)     |
| 16a   | 3 de juny  | Verona - Levico Terme                | 200  | Miquel Poblet (ESP)              | Ercole Baldini (ITA)     |
| 17a   | 5 de juny  | Levico Terme - Bolzano               | 198  | Ercole Baldini (ITA)             | Ercole Baldini (ITA)     |
| 18a   | 6 de juny  | Bolzano - Trento                     | 183  | Gastone Nencini (ITA)            | Ercole Baldini (ITA)     |
| 19a   | 7 de juny  | Trento - Gardone Riviera             | 176  | Miquel Poblet (ESP)              | Ercole Baldini (ITA)     |
| 20a   | 8 de juny  | Salò - Milà                          | 177  | Miquel Poblet (ESP)              | Ercole Baldini (ITA)     |

## Classificacions finals

### Classificació general
| Classificació General                  | Classificació General   | Classificació General | Classificació General |
| Pos.                                   | Ciclista                | Equip                 | Temps                 |
| -------------------------------------- | ----------------------- | --------------------- | --------------------- |
| 1                                      | Ercole Baldini (ITA)    | Legnano               | 104h 45' 06"          |
| 2                                      | Jean Brankart (BEL)     | Saint-Raphael         | + 19"                 |
| 3                                      | Charly Gaul (LUX)       | Faema                 | + 05' 59"             |
| 4                                      | Louison Bobet (FRA)     | Mercier               | + 07' 31"             |
| 5                                      | Gastone Nencini (ITA)   | Chlorodont            | + 17' 28"             |
| 6                                      | Miquel Poblet (ESP)     | Ignis                 | + 19' 49"             |
| 7                                      | Jesús Loroño (ESP)      | Faema                 | + 21' 06"             |
| 8                                      | Raphaël Géminiani (FRA) | Saint-Raphael         | + 24' 16"             |
| 9                                      | Pasquale Fornara (ITA)  | Ignis                 | + 24' 29"             |
| 10                                     | Aldo Moser (ITA)        | Cali                  | + 27' 29"             |
| 120 participants, 77 acabaren la cursa |                         |                       |                       |

### Classificació de la muntanya
|   | Ciclista             | Equip         | Punts |
| - | -------------------- | ------------- | ----- |
| 1 | Jean Brankart (BEL)  | Saint-Raphael | 45    |
| 2 | Ercole Baldini (ITA) | Legnano       | 39    |
| 3 | Charly Gaul (LUX)    | Faema         | 38    |